# Mitrofan (Afonski)
Mitrofan, imię świeckie Mitrofan Afonski (ur. 1 października?/13 października 1861 w guberni orłowskiej, zm. 1920) – rosyjski biskup prawosławny.
W 1886 ukończył Moskiewską Akademię Duchowną z tytułem kandydata nauk teologicznych. Od roku następnego był nauczycielem prywatnego gimnazjum żeńskiego Suchotiny w Orle. Następnie od 1888 wykładał język rosyjski w II szkole duchownej w tym samym mieście. 22 listopada 1892 przyjął święcenia kapłańskie i został kapelanem cerkwi Ikony Matki Bożej „Wszystkich Strapionych Radość” przy szkołach duchownych Orła. Od 1905 do 1906 był katechetą miejscowego korpusu kadetów.
W 1906 otrzymał godność protoprezbitera. Następnie złożył wieczyste śluby mnisze, zachowując dotychczasowe imię, po czym natychmiast otrzymał godność archimandryty. 25 sierpnia 1906 w soborze Zaśnięcia Matki Bożej na Kremlu moskiewskim został wyświęcony na biskupa jeleckiego, wikariusza eparchii orłowskiej. 2 kwietnia 1910 objął katedrę jekaterynburską. Następnie od 1914 do 1917 był biskupem podolskim i bracławskim. Zmarł w 1920, pozostając w stanie spoczynku.